# Papugowate
Papugowate (Psittacidae) – rodzina ptaków z rzędu papugowych (Psittaciformes).

## Zasięg występowania
Rodzina obejmuje gatunki lądowe zamieszkujące Afrykę i Amerykę.

## Charakterystyka
Ptaki te charakteryzują się:
- masywnym, lecz krótkim, silnym, zakrzywionym dziobem
- nabrzmiałą woskówką u nasady dzioba
- górną szczęką ruchomą względem czaszki
- grubym, mięsistym językiem
- mocnymi, zaokrąglonymi w kształcie skrzydłami
- lotem szybkim, lecz mało efektywnym na długich dystansach
- krótką szyją
- krępym tułowiem
- krótkim skokiem
- zwrotnym skrajnym palcem
- większość świetnie się wspina
- niezbyt gęstymi, ale sztywnymi piórami, często w jaskrawych kolorach
- brakiem wyraźnego dymorfizmu płciowego
- zróżnicowanymi wymiarami (długość od 8 cm do 110 cm)
- gniazdo zakładają zazwyczaj w dziupli, nie wijąc go
- stosunkowo małe jaja
- gniazdowniki
- zazwyczaj towarzyskie
- preferują obszary leśne
- zwykle osiadłe

Odżywiają się zasadniczo pokarmem roślinnym: owocami, jagodami, orzechami, nektarem i pyłkiem. Niektóre są owadożerne, nieliczne żywią się mięsem kręgowców.

## Podział systematyczny
Do rodziny papugowatych zalicza się następujące podrodziny:
- Psittacinae Rafinesque, 1815 – papugi afrykańskie
- Arinae G.R. Gray, 1840 – papugi neotropikalne

Według starszej klasyfikacji Wetmore’a (1960) do rodziny papugowatych należą wszystkie gatunki z rzędu papugowych.